# Маскаренски папагал
Маскаренският папагал (Mascarinus mascarinus) е изчезнал вид птица от семейство Psittrichasiidae, единствен представител на род Mascarinus.

## Разпространение
Видът е бил ендемичен за Маскаренския остров Реюнион в западната част на Индийския океан.